# Andrzej Mercik
Andrzej Mercik (ur. 1947 w miejscowości Gródczanki koło Raciborza) – polski fizyk i pisarz science-fiction. 

## Życiorys
Debiutował na łamach prasy w 1975 roku. W roku 2006 wraz z Szymonem Mercikiem opublikował podstawy modelu kosmologicznego postulującego powstanie Wszechświata z obłoku asymetrycznej ambiplazmy . Był nauczycielem fizyki w I Liceum Ogólnokształcącym w Raciborzu

## Publikacje
- Termity (1976)
- Mgła (1982)
- Formuła nieśmiertelności (1985)
- Słownik pierwiastków chemicznych (1994)
- Szkolny poradnik fizyczny (1996)
- An origin of the universe: a model alternative to Big Bang (2006)